# He Kang

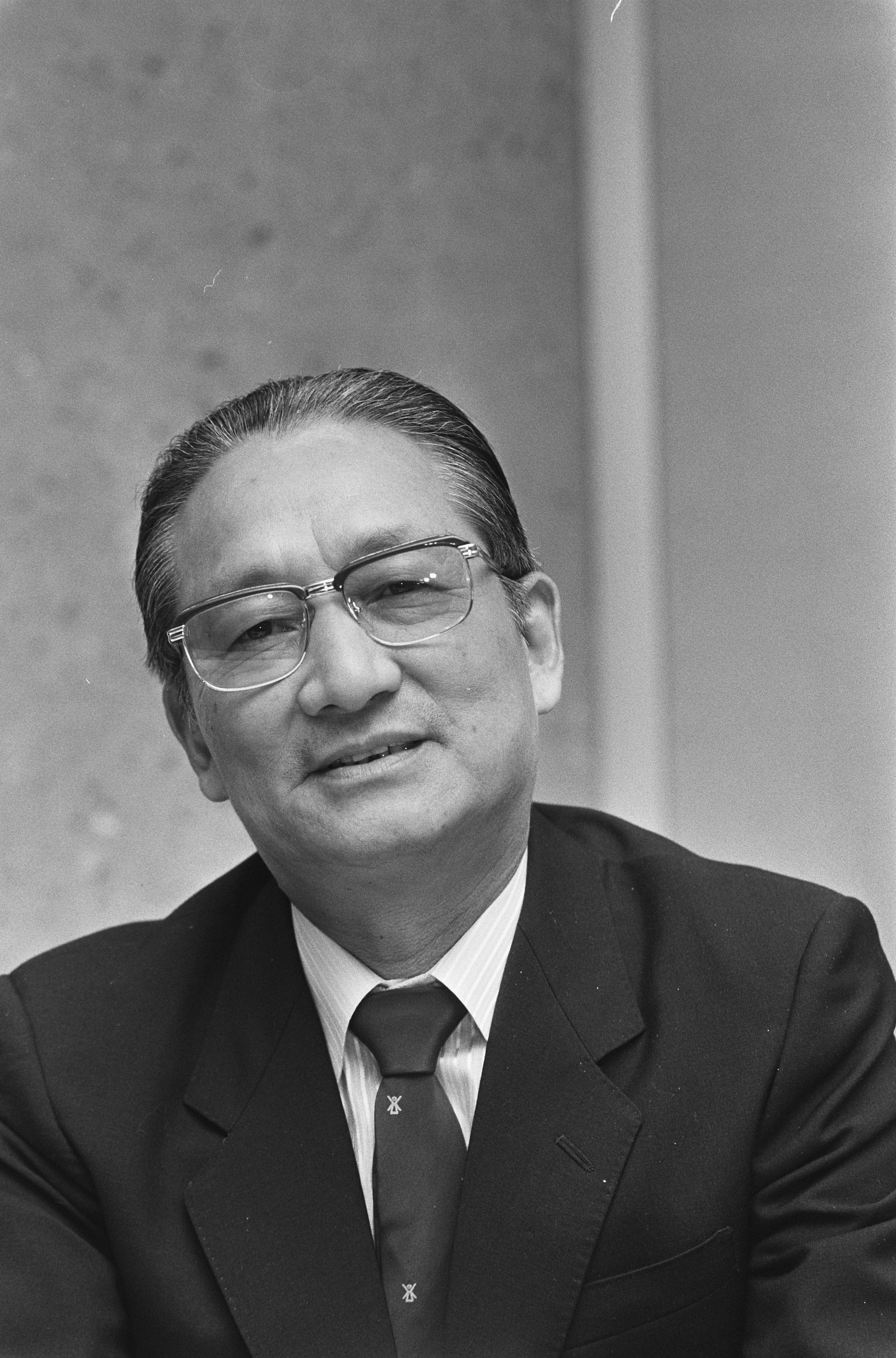
He Kang (1986)

He Kang (chinesisch 何康; * 1923 in Fuzhou, Fujian; † 3. Juli 2021 in Peking) war ein chinesischer Politiker der Kommunistischen Partei Chinas (KPCh), der unter anderem zwischen 1983 und 1988 Minister für Landwirtschaft, Tierhaltung und Fischerei und von 1988 bis 1990 Minister für Landwirtschaft im Staatsrat der Volksrepublik China war.

## Leben

### Forscher, Vizeminister und ZK-Mitglied
He Kang war eines von sechs Kindern des Offiziers und späteren Politikers He Sui und Chen Kunli. Er wechselte nach dem Besuch der Nanjing Jinling High School an die Marineschule Mawei, die er aber bereits nach einem Jahr verlassen musste. Daraufhin besuchte er ab 1938 die Tianjin Nankai High School, die während des Zweiten Japanisch-Chinesischen Krieges nach Chongqing umgesiedelt wurde. 1939 wurde er Mitglied der Kommunistischen Partei Chinas (KPCh) und musste nach dem Vorfall der Neuen Vierten Armee 1941 die Schule verlassen. Im Anschluss begleitete er seinen Vater ins Militärlager Guilin, wo sein Vater auf Bitte von Bai Chongxi und Li Jishen Militärberater wurde. Kurze Zeit später begann er zunächst ein Studium der Wirtschaftswissenschaften an der Guangxi-Universität, wechselte aber bald darauf sein Studienfach und begann ein Studium der Agrarwissenschaften, welches er 1946 beendete. Daraufhin kehrte er nach Nanjing zurück und lernte dort Dong Biwu kennen. Er war Leiter der Landwirtschaftlichen Versuchsstation der Gummiindustrie.
Nach der Gründung der Volksrepublik China wurde He 1952 Leiter der Sonderabteilung Forstwirtschaft des Forstministeriums und war als solcher 1953 mit dem Aufbau der Naturkautschukindustrie in Guangzhou und Hainan betraut. 1957 wurde er Direktor und Sekretär des Parteikomitees der Südchinesischen Akademie für tropische Pflanzen, der heutigen Chinesischen Akademie für tropische Agrarwissenschaften, sowie zugleich Präsident und Sekretär des Parteikomitees der Südchinesischen Hochschule für tropische Pflanzen, der heutigen Universität Hainan. Des Weiteren wurde er 1971 in Personalunion auch Stellvertretender Direktor der Generalverwaltung für Landgewinnung der Provinz Guangdong. Im Januar 1978 wurde er nach Peking versetzt und zum stellvertretenden Minister für Forstwirtschaft ernannt, das im Mai 1983 ins Ministerium für Landwirtschaft, Tierhaltung und Fischerei eingegliedert wurde. Außerdem war er zwischen 1979 und 1982 stellvertretender Direktor der Staatlichen Landwirtschaftskommission und daraufhin von 1982 bis 1983 stellvertretender Direktor der Staatlichen Planungskommission. Auf dem XII. Parteitag der Kommunistischen Partei Chinas wurde er 1982 erstmals Mitglied des Zentralkomitees (ZK) der Kommunistischen Partei Chinas und gehörte diesem Gremium nach seiner Bestätigungen auf dem XIII. Parteitag 1987 bis zum XIV. Parteitag 1992 an.

### Minister und Mitglied des Ständigen Ausschusses des Nationalen Volkskongresses
Im Juni 1983 übernahm He Kang als Nachfolger von Lin Hujia das neu geschaffene Amt als Minister für Landwirtschaft, Tierhaltung und Fischerei. Nach einer Reorganisation des Ministeriums übernahm er im April 1988 den Posten als Minister für Landwirtschaft im Staatsrat der Volksrepublik China und bekleidete dieses bis Juni 1990, woraufhin Liu Zhongyi seine Nachfolge antrat.
Als Minister leitete er Reformen ein, wodurch die landwirtschaftliche Produktion Anfang der 1980er Jahre um über acht Prozent pro Jahr stieg. Gleichzeitig verdoppelte sich das ländliche Einkommen und die Armut in den ländlichen Gebieten ging dramatisch zurück. Zugleich brachte er zwei wesentliche Komponenten für in sein Programm ein: Erstens die Wiederbelebung des chinesischen Agrarwissenschafts- und Bildungssystems, wodurch er den Austausch von Wissenschaftlern und wissenschaftlichen Informationen zwischen China und über 93 Ländern etablieren konnte. Hierdurch verstärkte sich die internationale Zusammenarbeit, um die während der Kulturrevolution verlorenen agrarwissenschaftlichen und pädagogischen Grundlagen wiederzugewinnen. Diese Integration von Agrarwissenschaft und -politik belebte die landwirtschaftliche Familienbetriebe und schuf gleichzeitig ein zentralisiertes Unterstützungssystem, das die notwendigen Inputs für eine moderne landwirtschaftliche Produktion lieferte. Anschließend unterstützte er das Wachstum ländlicher Unternehmen, um ländlichen Gemeinden wirtschaftliche Vorteile zu verschaffen, was zur Verbesserung der Lebensqualität in ländlichen Gebieten beitrug und die Menschen ermutigte, in ländlichen Gebieten zu bleiben, anstatt in die Städte abzuwandern. Die von ihm eingeleiteten Programme stärkten und sanierten landwirtschaftliche Schulen und Forschungsinstitute, gründeten neue und spezialisierte Forschungs- und Bildungszentren und entwickelten neue Beratungsmechanismen. Dadurch wurden innovative moderne Landwirtschaftstechnologien entwickelt und zur Verbesserung der Quantität und Qualität der Produktion in Landwirtschaft, Viehzucht und Fischerei eingesetzt.
He war darüber hinaus zwischen 1986 und 2000 Vizepräsident des Chinesischen Verbandes für Wissenschaft und Technologie. 1993 wurde er für die Initiierung von Reformen als Landwirtschaftsminister, die China in der Lebensmittelproduktion zum Selbstversorger machten, mit dem Welternährungspreis ausgezeichnet. 1993 wurde er außerdem Mitglied des Ständigen Ausschusses des Nationalen Volkskongresses, ein Komitee mit etwa 150 Mitgliedern des Nationalen Volkskongresses, welcher zwischen Plenartreffen des Nationalen Volkskongresses einberufen wird und gemäß der Verfassung der Volksrepublik China Gesetzgebungen innerhalb einer vom Volkskongress gestellten Frist bearbeitet, womit er de facto das Parlament der Volksrepublik ist, und gehörte diesem Gremium bis 1998 an.